# Ivan Dychovitsjny

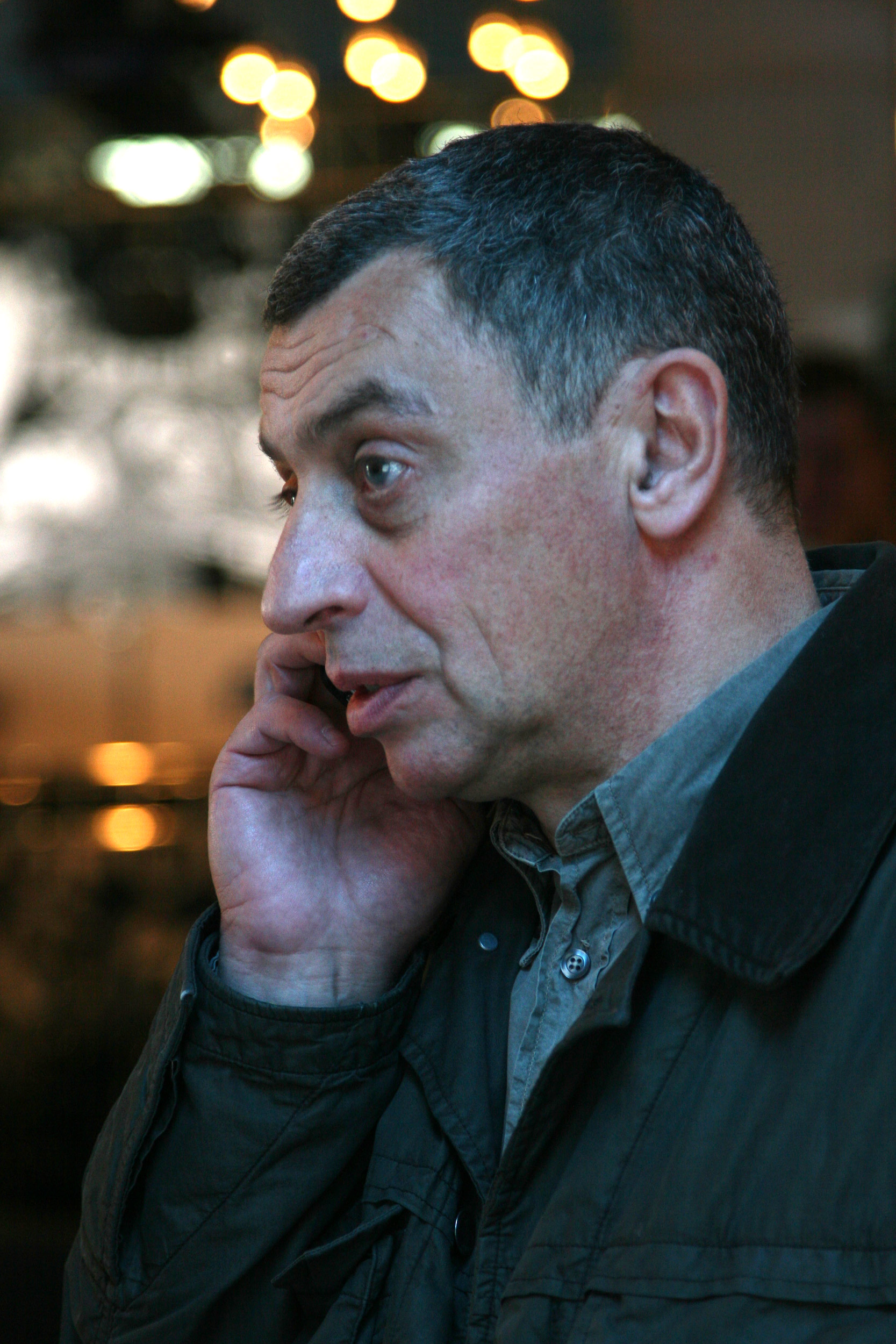
Ivan Dychovitsjny

Ivan Vladimirovitsj Dychovitsjny (Russisch: Иван Владимирович Дыховичный) (Moskou, 16 oktober 1947 - aldaar, 27 september 2009) was een Russisch filmregisseur en scenarioschrijver. Zijn vader was een bekend Russisch liedjesschrijver en Dychovitsjny zelf was een goede vriend van Vladimir Vysotski, die een lang gedicht opdroeg aan hem.
Sinds 1984 regisseerde hij tien films. Zijn film Moezyka dlja dekabrja werd geselecteerd voor de sectie Un certain regard op het Filmfestival van Cannes in 1995.

## Filmografie
- Voskresnye progoelki (1984)
- Ispytatel (1985)
- Tsjorny monach (1988)
- Prorva (1992)
- Zjenskaja rol (1994)
- Moezyka dlja dekabrja (1995)
- Krestonosets-2 (1997)
- Kopejka (2002)
- Vdoch, vydoch (2006)
- Evropa-Azia (2009)

- Bibliothèque nationale de France: cb16209073q (data)
- Gemeinsame Normdatei: 1048667766
- International Standard Name Identifier: 0000 0000 4841 1213
- Library of Congress Control Number: no2005111980
- MusicBrainz: 74e3c4d7-3750-4d8c-8320-17ce236e8aa1
- Russische Staatsbibliotheek: 000136567
- Système universitaire de documentation: 098410199
- Virtual International Authority File: 21884886
- WorldCat: E39PBJmdvWYtc38Tqp6W9Vwt8C